# オビツ製作所
株式会社オビツ製作所（Obitsu Plastic Manufacturing Co., Ltd.）は、プラスチック成形玩具・文房具の製造・販売を行う日本の企業。本社は東京都葛飾区。

## 沿革
1966年11月1日、個人として葛飾区に創業。当初は玩具・文具類の輸出向け製造販売を行っていた。事業の拡大に伴い、1970年5月1日、株式会社として法人化。当時の通産省から輸出貢献企業として、1970年と1971年の2度表彰されている。1976年に本社第一社屋建築、以降現在地にて営業。
その後、輸出向けのみならず国内市場に向けて各種プラスチック製品の製造販売を手がけるようになる。2004年には、後述するオビツボディで第16回中小企業優秀新技術・新製品賞を受賞。2009年に葛飾ブランド「葛飾町工場物語」認定品として葛飾区長と東京商工会議所葛飾支部会長から認定され、2011年には東京都産業労働局の「東京都地域中小企業応援ファンド」助成対象事業第6号として採択された。
創業以来、全製品を日本国内で生産している。

## 主な製品
ソフトビニール玩具、フィギュア、ガレージキット、キーホルダー、ストラップ、貯金箱など様々なプラスチック成形製品を製造している。特にスラッシュ成形と呼ばれる製法により精巧さとコスト競争力を確保している。
創業時より一貫して生産している商品としてキューピー人形があり、「オビツキューピー」と呼ばれている。2012年現在、オリジナル製品としては「オビツドールシリーズ」、「オビツソフビ」、「フィギュアサプライ」のシリーズを展開している。

### オビツドールシリーズ

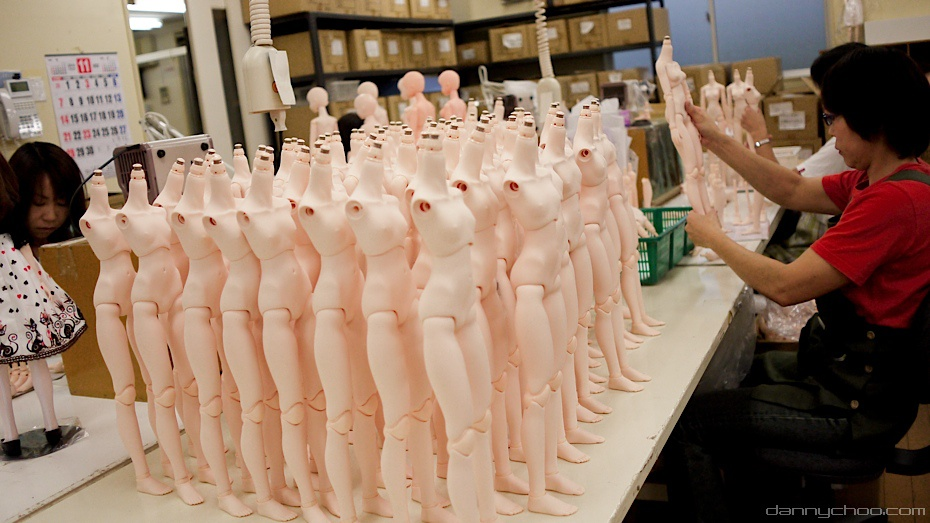
オビツボディ組み立て工程

同社の人形素体は、2012年現在同社の主力商品であり、日本のカスタマイズドールにおける定番の素体のひとつとなっている。射出成形による硬質樹脂の骨格にスラッシュ成形による軟質樹脂の表皮をまとった構造をしており、関節が可動し自由なポーズが取れる。足裏に磁石を備え、なおかつ関節が十分な強度と保持力をもつことにより、胴体を支えるための補助スタンドなしで立つことができる世界初の人形である。

### 救助訓練用特殊マネキン
東京都地域中小企業応援ファンド助成対象事業として東京都および東京都中小企業振興公社の助成を受けて開発しているもの。「人体の各部重量が人間と同等で主要な関節と首が曲がり、外皮が人体に近い柔軟性を保持する」ことを特徴としており、同社のプラスチック成形技術を有効活用したものである。